# ألين مانيا
ألين مانيا (بالرومانية: Alin Manea)‏ هو لاعب كرة قدم روماني في مركز الوسط، ولد في 9 يناير 1997 في بوزاو في رومانيا. لعب مع داسيا يونييرا برايلا ونادي يونيفيرسيتاتيا كرايوفا.

## وصلات خارجية
- ألين مانع على موقع قاعدة بيانات كرة القدم.إي يو (الإنجليزية)
- ألين مانع على موقع Soccerway.com (الإنجليزية)